# Qu (Dazhou)

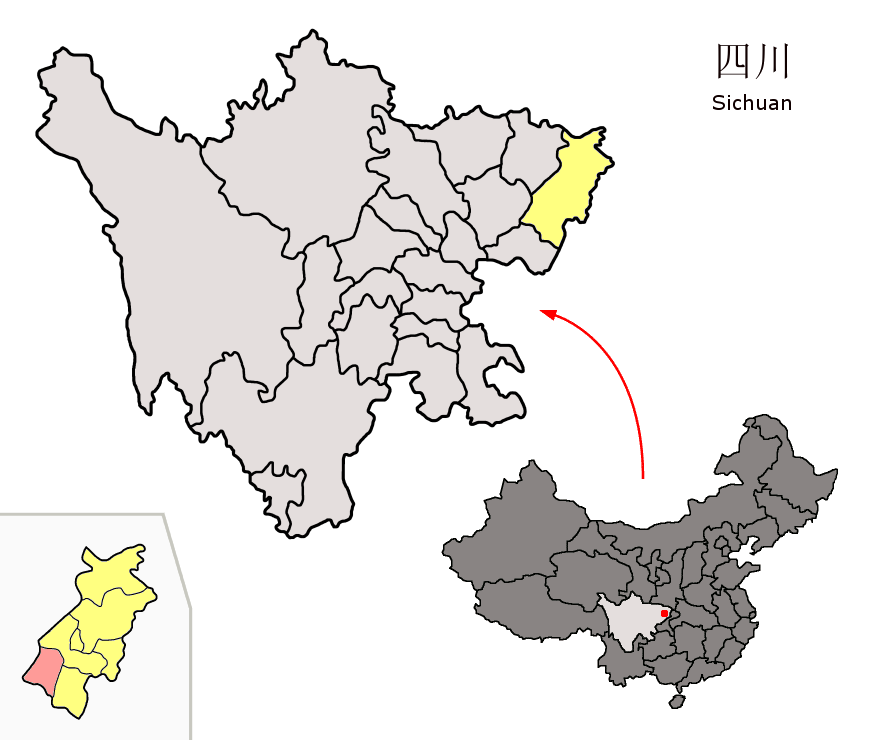
Lage des Kreises Qu (rosa) auf dem Gebiet von Dazhou (gelb).

Der Kreis Qu (chinesisch 渠县, Pinyin Qú Xiàn) ist ein chinesischer Kreis der bezirksfreien Stadt Dazhou in der Provinz Sichuan. Die Fläche beträgt 2.015 Quadratkilometer und die Einwohnerzahl 917.508 (Stand: Zensus 2020). 1999 zählte Qu 1.310.424 Einwohner.
Die Han-zeitlichen Türme (que) im Kreis Qu (Qu xian Han que 渠县汉阙) - Feng Huan-Turm - Feng Huan que 冯焕阙, Präfekt Shen-Turm - Shen fujun que 沈府君阙 - sowie die Chengba-Stätte (Chengba yizhi 城坝遗址) stehen seit 1961 bzw. 2006 auf der Liste der Denkmäler der Volksrepublik China.